# Team Phoenix

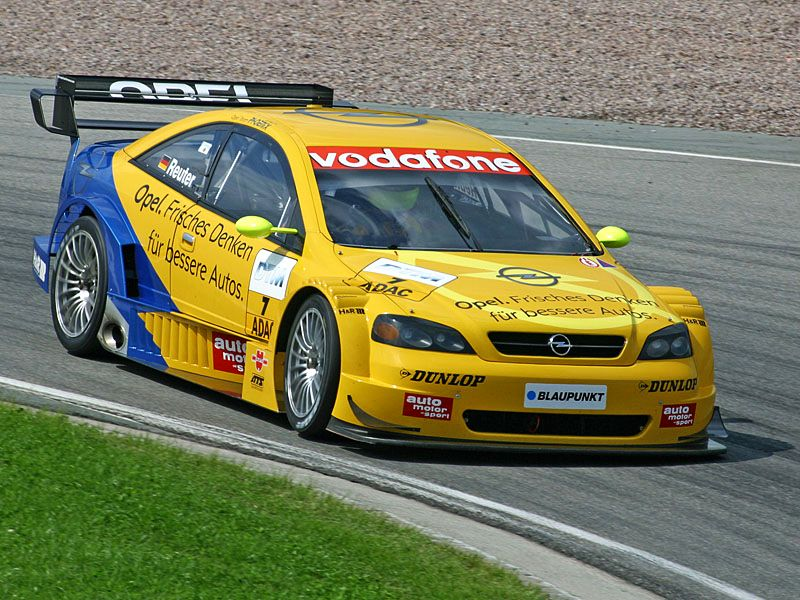
Manuel Reuter 2002

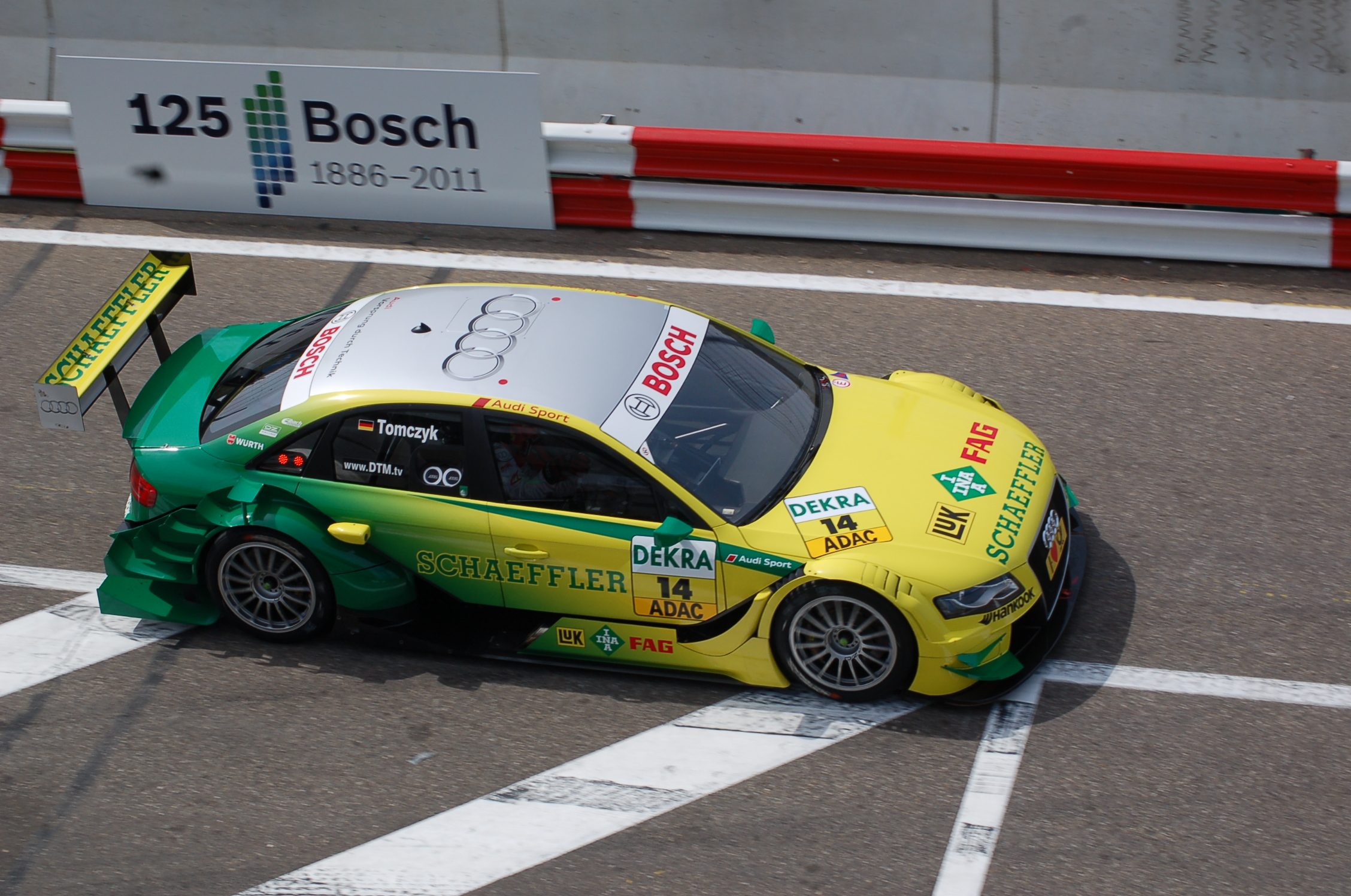
Phoenix-Audi mit Tomczyk 2011 in Zandvoort

Phoenix Racing beziehungsweise Audi Sport Team Phoenix ist ein deutsches Rennteam. Gegründet wurde Phoenix 1999 in Meuspath nahe dem Nürburgring.

## DTM
In den DTM ist Phoenix seit der Wiederbelebung der Serie im Jahr 2000 vertreten, zunächst als Opel-Werksteam mit dem Opel Astra V8 Coupé, gefahren von Manuel Reuter und Michael Bartels. Vier Siege konnte Reuter im ersten Jahr einfahren und belegte in der Fahrerwertung am Ende der Saison den zweiten Platz hinter Meister Bernd Schneider. Da Opel allerdings den Anschluss an Mercedes-Benz und Audi verlor, waren bis zum werksseitigen Ausstieg Opels zum Ende 2005 keine Top-Platzierungen mehr zu erzielen. In dieser Zeit konnte Phoenix mit Joachim Winkelhock, Timo Scheider, Laurent Aïello und Heinz-Harald Frentzen einige der Topstars der Serie verpflichten.
Ab 2006 fuhr Phoenix mit Werksunterstützung von Audi. In der ersten Audi-Saison erreichte Phoenix mit Christian Abt allerdings nur einen fünften Platz als bestes Ergebnis. 2007 wurde neben Christian Abt der Midland-Formel-1-Testfahrer Alexandre Prémat verpflichtet. Doch bereits beim Auftaktrennen auf dem Hockenheimring geriet Prémat in einen der schwersten Unfälle der DTM-Geschichte, in dem er mit dem sich drehenden Tom Kristensen und Susie Stoddart kollidierte. Prémat zog sich bei dem Unfall einen Riss im Lendenwirbel zu und musste das Rennen in Oschersleben aussetzen. Ersetzt wurde er in diesem Lauf von Marco Werner. Im weiteren Saisonverlauf gelang Prémat ein zweiter Platz hinter Martin Tomczyk. Christian Abt beendete am Ende der Saison seine DTM-Fahrerkarriere. 2008 besetzte Phoenix das Cockpit neben Prémat mit dem Briten Oliver Jarvis. Auch in dieser Saison gelang Prémat in Le Mans eine Platzierung unter den ersten drei. 2009 setzte sich der Aufwärtstrend des Teams fort. Oliver Jarvis erzielte in Hockenheim und Zandvoort gleich zwei Mal einen Podestplatz und wurde mit dieser Saisonleistung bester Audi-Jahreswagenpilot. In der Saison 2010 bildeten Mike Rockenfeller und Alexandre Prémat das Fahrerduo für das Team Phoenix. Vor dem letzten Saisonrennen wurde Prémat wegen Unstimmigkeiten mit dem Hersteller entlassen, sodass Phoenix Racing den Start von Darryl O’Young vorsah. In der Saison 2011 gingen Martin Tomczyk und die Schweizerin Rahel Frey für Phoenix Racing an den Start. Während sich Rahel Frey erwartungsgemäß schwertat, konnte Martin Tomczyk bereits im zweiten Rennen unter die ersten drei fahren. Im dritten Rennen auf dem Red Bull Ring in Spielberg holte er für Phoenix Racing den ersten Sieg nach langer Zeit und den ersten für einen Audi-Jahreswagen. Tomczyk fuhr im weiteren Saisonverlauf noch einen Sieg in Brands Hatch ein und sicherte sich mit Platz drei beim vorletzten Rennen in Valencia vorzeitig die Meisterschaft. Damit hatte Phoenix Racing erstmals einen Fahrer zum Titelgewinn in der DTM geführt und zugleich für den ersten Meistertitel eines Jahreswagen-Fahrers in der Geschichte der DTM gesorgt. 2013 gewann Team Phoenix mit Mike Rockenfeller den zweiten Titel.

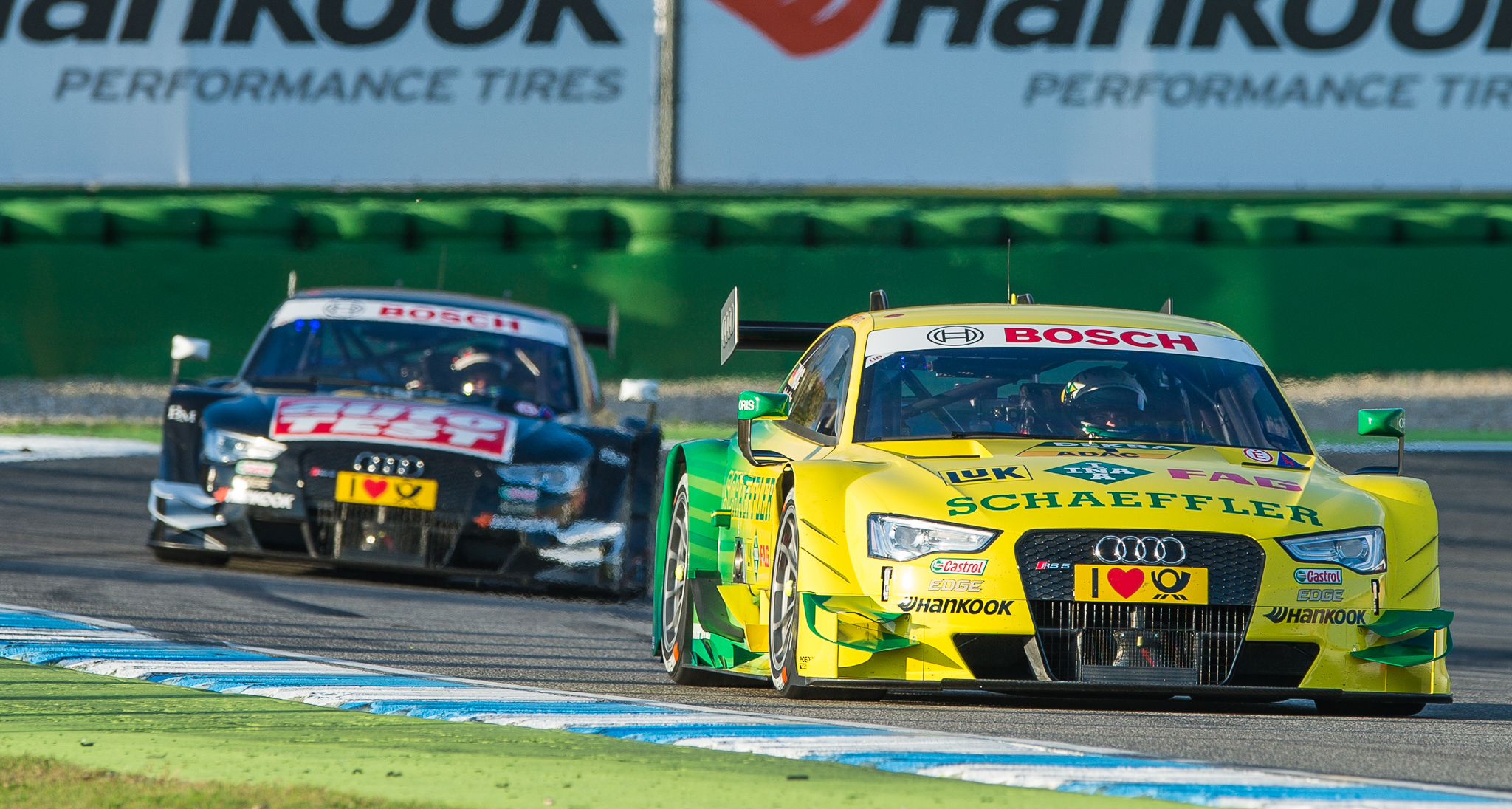
DTM-Fahrzeuge der Saison 2014

## Fahrer in der DTM
| 2000 | Opel Astra V8 Coupé | Manuel Reuter     | Michael Bartels       |                    |
| 2001 | Opel Astra V8 Coupé | Manuel Reuter     | Yves Olivier          |                    |
| 2002 | Opel Astra V8 Coupé | Manuel Reuter     | Joachim Winkelhock    |                    |
| 2003 | Opel Astra V8 Coupé | Timo Scheider     | Peter Dumbreck        |                    |
| 2004 | Opel Vectra GTS V8  | Marcel Fässler    | Laurent Aïello        | Peter Dumbreck     |
| 2005 | Opel Vectra GTS V8  | Marcel Fässler    | Heinz-Harald Frentzen |                    |
| 2006 | Audi A4 DTM B7      | Christian Abt     | Pierre Kaffer         |                    |
| 2007 | Audi A4 DTM B7      | Christian Abt     | Alexandre Prémat      | Marco Werner       |
| 2008 | Audi A4 DTM B7      | Oliver Jarvis     | Alexandre Prémat      |                    |
| 2009 | Audi A4 DTM B8      | Oliver Jarvis     | Alexandre Prémat      |                    |
| 2010 | Audi A4 DTM B8      | Mike Rockenfeller | Alexandre Prémat      | Darryl O’Young     |
| 2011 | Audi A4 DTM B8      | Martin Tomczyk    | Rahel Frey            |                    |
| 2012 | Audi A5 DTM B8      | Miguel Molina     | Mike Rockenfeller     |                    |
| 2013 | Audi RS5 DTM B8     | Miguel Molina     | Mike Rockenfeller     |                    |
| 2014 | Audi RS5 DTM B8     | Timo Scheider     | Mike Rockenfeller     |                    |
| 2015 | Audi RS5 DTM B8     | Timo Scheider     | Mike Rockenfeller     | Antonio Giovinazzi |
| 2016 | Audi RS5 DTM B8     | Timo Scheider     | Mike Rockenfeller     | René Rast          |
| 2017 | Audi RS5 DTM B9     | Loïc Duval        | Mike Rockenfeller     |                    |
| 2018 | Audi RS5 DTM B9     | Loïc Duval        | Mike Rockenfeller     |                    |
| 2019 | Audi RS5 DTM B9     | Loïc Duval        | Mike Rockenfeller     |                    |
| 2020 | Audi RS5 DTM B9     | Loïc Duval        | Mike Rockenfeller     |                    |

## Andere Rennserien
Phoenix Racing startet auch in der VLN Langstreckenmeisterschaft Nürburgring, der FIA-GT1-Weltmeisterschaft, der International GT Open und im ADAC GT Masters.
Im Jahr 2000 gelang dem Team mit einem Porsche 996 GT3-R der Gesamtsieg beim 24-Stunden-Rennen auf dem Nürburgring in der Fahrerkombination Uwe Alzen, Altfrid Heger und Michael Bartels.
2003 konnte das Team mit einem Opel Astra V8 Coupé den Erfolg wiederholen und gewann wieder das 24-Stunden-Rennen auf dem Nürburgring. Die Fahrer waren Manuel Reuter, Marcel Tiemann, Timo Scheider und Volker Strycek.
2019 konnte das Team mit einem Audi R8 LMS GT3 den Erfolg wiederholen und gewann nochmals das 24-Stunden-Rennen auf dem Nürburgring. Die Fahrer waren Pierre Kaffer, Frank Stippler, Frédéric Vervisch und Dries Vanthoor.
In der Asian Le Mans Series nahm Phoenix Racing erstmals 2021 mit zwei Fahrzeugen teil. In der Klasse LMP2 fuhren Matthias Kaiser, Simon Trummer, Kelvin van der Linde und Nicki Thiim mit einem Oreca 07 und erreichten in drei von vier Rennen einen Podestplatz. Jan-Erik Slooten, Leo Weiss und Vincent Kolb pilotierten einen Ligier JS P320 in der LMP3-Klasse und erreichten auf Grund von zwei Rennausfällen nur den zehnten Gesamtrang.